# أسطوانيات الترس
أسطوانيات الترس (الاسم العلمي: Cylindraspis) هو جنس من السلاحف البرية العملاقة انقرض حديثاً. عاشت جميع أنواع أسطوانيات الترس في جزر ماسكارين (تتألف من موريشيوس ورودريجوس وريونيون) جنوب غرب المحيط الهندي، وقد تسبَّب بانقراضها الصيد الجائر على أيدي المستعمرين واستقدام أنواع جديدة من الضواري التي افترستها.
أظهرت دراسات الحمض النووي المتقدري الحديثة على عظام السلاحف الأسطوانية الترس أن جميع أنواعها انحدرت من نوعٍ واحدٍ من السلاحف، كان قد استوطن جرز موريشيوس قادماً عبر البحر من مدغشقر قبل بضعة ملايينَ من السنين. تفرَّعت السلحفاة في موريشيوس إلى نوعين، أحدهما بصدفة مقبَّبة والآخر بصدفة سرجيَّة، ومن ثم استوطنت السلاحف سرجية الأصداف بدورها جزيرة رودريجوس، وهناك انقسمت مرَّة أخرى إلى سلاحف مقبَّبة وسرجية، وأخيراً وصلت إلى ريونيون أحدث الجزر تكوناً.
استوطن المستعمرون الأوروبيون جزر موريشيوس في عام 1663، ووجدوا السلاحف الأسطوانية الترس العملاقة التي كانت شديدة الضخامة وحركتها شديدة البطء، فأصبحت هدفاً سهلاً للصيد والتسلية. رغم ذلك، تشير السجلات التاريخية إلى أن السلاحف كانت أليفة، ولم تخف من البشر أول قدومهم. بحلول عام 1795 كانت معظم أنواع أسطوانيات الترس قد انقرضت بالفعل على أيدي الصياديين الأوروبيين، وآخر أفرادها المعروفين قتلوا في عام 1840.

## الأنواع
- سلحفاة موريشيوس العملاقة المقببة[الإنجليزية] (Cylindraspis triserrata).
- سلحفاة رودريغيس العملاقة المقببة[الإنجليزية] (Cylindraspis peltastes).
- سلحفاة ريونيون العملاقة[الإنجليزية] (Cylindraspis indica).
- سلحفاة موريشيوس العملاقة سرجية الظهر (Cylindraspis inepta).
- سلحفاة رودريغيس العملاقة سرجية الظهر[الإنجليزية] (Cylindraspis vosmaeri).

## معرض صور

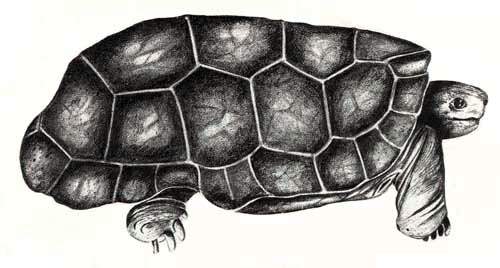
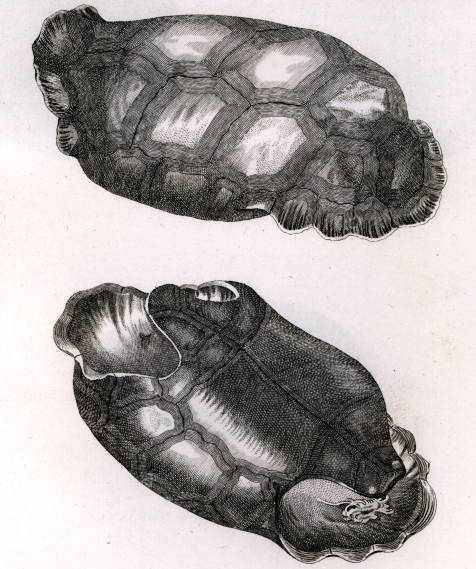
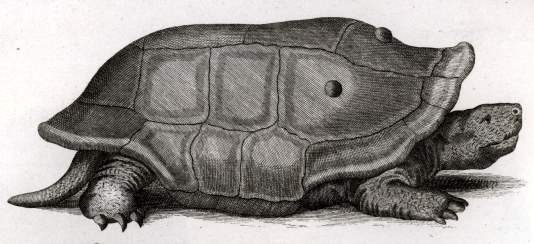